# Bolle della Malvizza

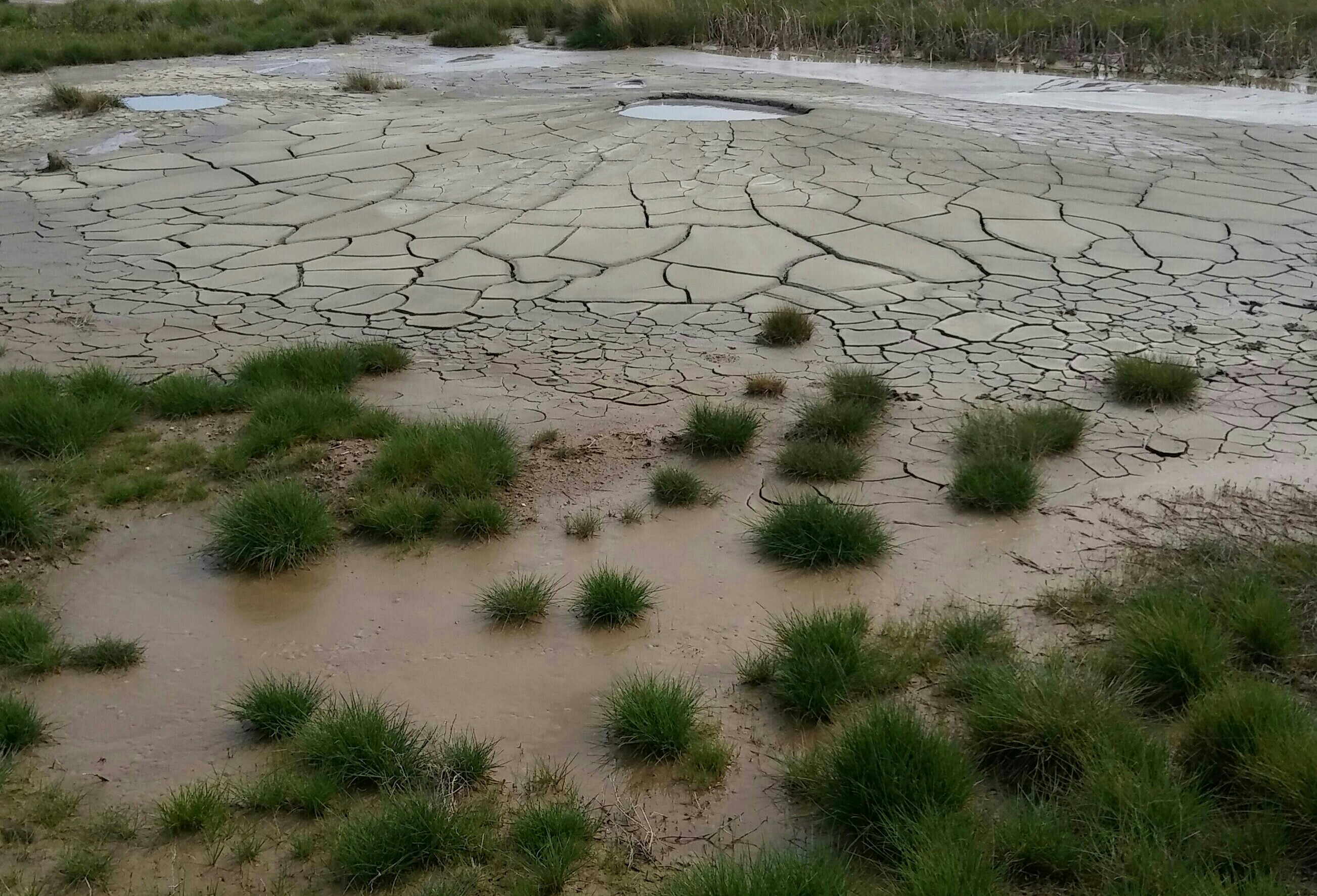
Veduta di uno dei numerosi vulcanetti emergenti dal piano di campagna

Le Bolle della Malvizza costituiscono il più vasto apparato di vulcanetti di fango nell'Appennino meridionale ove peraltro il fenomeno, di natura puramente sedimentaria, è alquanto raro (a differenza delle comuni mofete, fumarole e solfatare che hanno invece un'origine propriamente vulcanica). Le Bolle della Malvizza mostrano talune affinità con le salse dell'Appennino centro-settentrionale e con le maccalube della Sicilia.

## Descrizione
Le Bolle della Malvizza (in dialetto irpino malvizza è il nome di un uccello) sono ubicate nell'Appennino campano, nel territorio comunale di Montecalvo Irpino, lungo un pianoro della valle del Miscano a un'altitudine di 518 m s.l.m.. Esse si caratterizzano per l'emissione di idrocarburi gassosi (metano per oltre il 90%, come anche nelle salse e nelle maccalube) a flusso continuo in acque debolmente salmastre (pH=8) e a temperatura ambiente (T=18 °C); la componente solida del fango è costituita per oltre il 95% da argilla illitica mentre calcite e quarzo sono presenti solo in tracce. Gli strati profondi del sottosuolo delle Bolle della Malvizza sono infatti costituiti essenzialmente da argille scagliose alternate a stratificazioni regolari di brecciole e calcari nummulitici.
La causa del fenomeno dei vulcanetti di fango è attribuibile alla presenza di giacimenti profondi di idrocarburi gassosi i quali, in risposta alle sollecitazioni tettoniche compressive tipiche dell'area appenninico-adriatica, tendono a risalire verso la superficie determinando così il tipico gorgogliamento delle acque sorgive entro cui si infiltrano.
In virtù della preponderanza delle emissioni liquide, i numerosi vulcanetti delle Bolle della Malvizza sono assai poco elevati anche in condizioni di siccità mentre assumono talora forme quasi orizzontali a seguito del dilavamento prodotto dalle acque piovane che, in compenso, amplificano la portata dei fenomeni e inibiscono lo sviluppo della vegetazione.
È inoltre accertata l'esistenza di un singolo vulcanetto di fango anche sull'opposto versante della valle, lungo il braccio Fràscino (una diramazione del tratturo Pescasseroli-Candela), a sud del fiume Miscano e a un'altitudine di 400 m s.l.m., distante circa 5 km dal sito delle Bolle della Malvizza.
La presenza nel sottosuolo di metano e di altri gas infiammabili e potenzialmente esplosivi è comunque attestata in buona parte della valle del Miscano, tanto che nel 1867 una fuoriuscita di grisù e la sua successiva deflagrazione (innescata dalle torce in uso per l'illuminazione) cagionarono la morte di un'intera squadra di operai intenti alla costruzione della galleria ferroviaria Cristina (presso la stazione di Castelfranco in Miscano) lungo la linea Napoli-Foggia e quasi a metà strada tra il braccio Fràscino e le Bolle della Malvizza.
Ubicate lungo la via provinciale che dalla strada statale 90 bis conduce a Castelfranco in Miscano, le Bolle della Malvizza (e più in generale la valle del Miscano) sono state oggetto di studi scientifici volti a valutare non soltanto l'eventuale convenienza economica di un possibile sfruttamento delle risorse di gas naturale, ma anche l'impatto del fenomeno sull'effetto serra globale (il metano è un tipico gas serra) e l'ipotesi che variazioni anomale nei livelli di radon rilevati nelle emissioni possano essere precursori di eventi sismici. Il sito costituisce inoltre un'interessante nicchia ecologica che permette la vita a una microflora e a una microfauna del tutto peculiari: risale infatti agli inizi del 2005 la scoperta della nuova specie di batterio gram-positivo Bacillus saliphilus, isolato tra le alghe verdi delle Bolle della Malvizza; tale nuova specie mostra un'affinità del 99,9% con un ceppo di batteri isolato in un lago di soda della Mongolia Interna (Cina) e per oltre il 97% con altri due ceppi isolati in un bacino lacustre della Rift Valley (Kenya).